# Columbia (Californië)
Columbia is een plaats (census-designated place) in de Amerikaanse staat Californië, en valt bestuurlijk gezien onder Tuolumne County.

## Demografie
Bij de volkstelling in 2000 werd het aantal inwoners vastgesteld op 2405.

## Geografie
Volgens het United States Census Bureau beslaat de plaats een oppervlakte van
16,0 km², geheel bestaande uit land. Columbia ligt op ongeveer 631 m boven zeeniveau.

## Plaatsen in de nabije omgeving
De onderstaande figuur toont nabijgelegen plaatsen in een straal van 16 km rond Columbia.